# Revry
Revry — глобальная стриминговая сеть, запущенная в 2016 году и ориентированная на квир-контент и его создателей. Она была основана Дамианом Пелличчионе, Алией Дж. Дэниелс, Кристофером Родригесом, Вадуа Вали и Лэшоном Макги. На веб-сайте представлена тщательно отобранная подборка фильмов, сериалов, подкастов, музыки и видео. Кроме того, Revry публикует оригинальный контент, в том числе сериалы «Гейборхуд», «До того, как я стал знаменитым» и «Драг-роаст», а также многочисленные подкасты. Его контент доступен онлайн и через такие сервисы, как iOS, Apple TV, Amazon Fire, Android TV, Roku, Samsung TV Plus и TiVo. 
В дополнение к ЛГБТ-тематике, Revry продвигает контент, учитывающий расовое и этническое разнообразие. В 2019 году основатель Родригес сказал: «Я думаю, что движущей силой нашего программирования является то, что мы отражаем мнение сообщества, а не то, что модно или что крупные руководители считают востребованным на рынке».
Штаб-квартира компании Revry находится в Лос-Анджелесе, штат Калифорния.